# Nationale Volksarmee

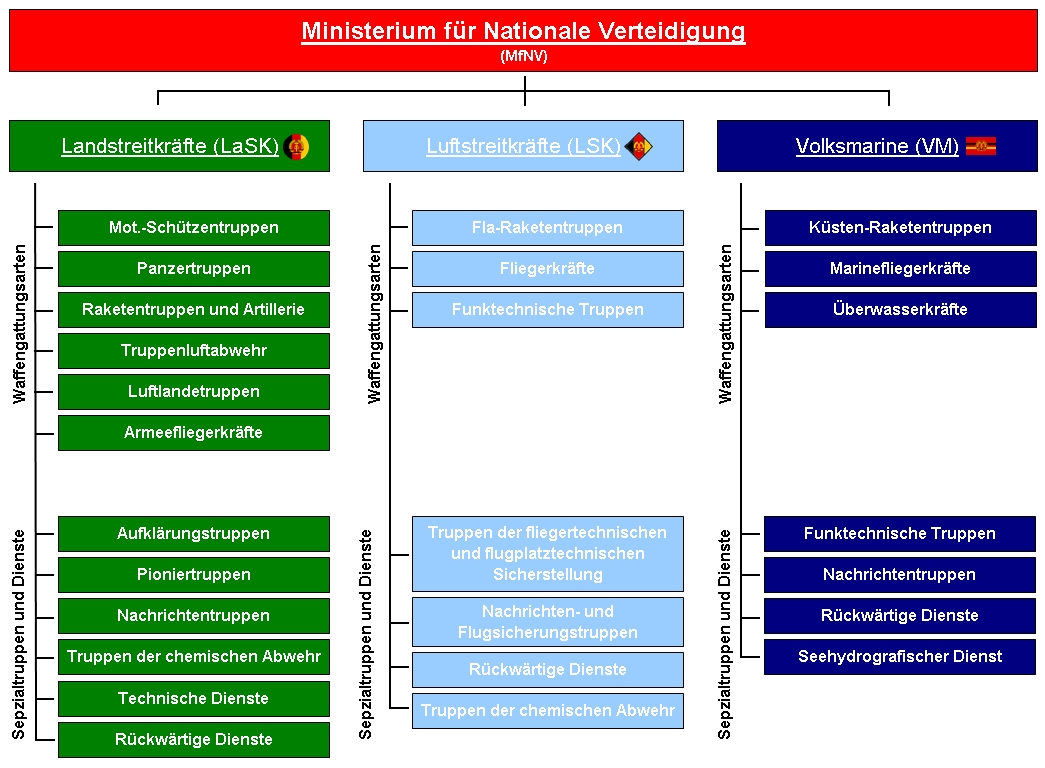
Struktura organizacyjna NVA w 1985 r.

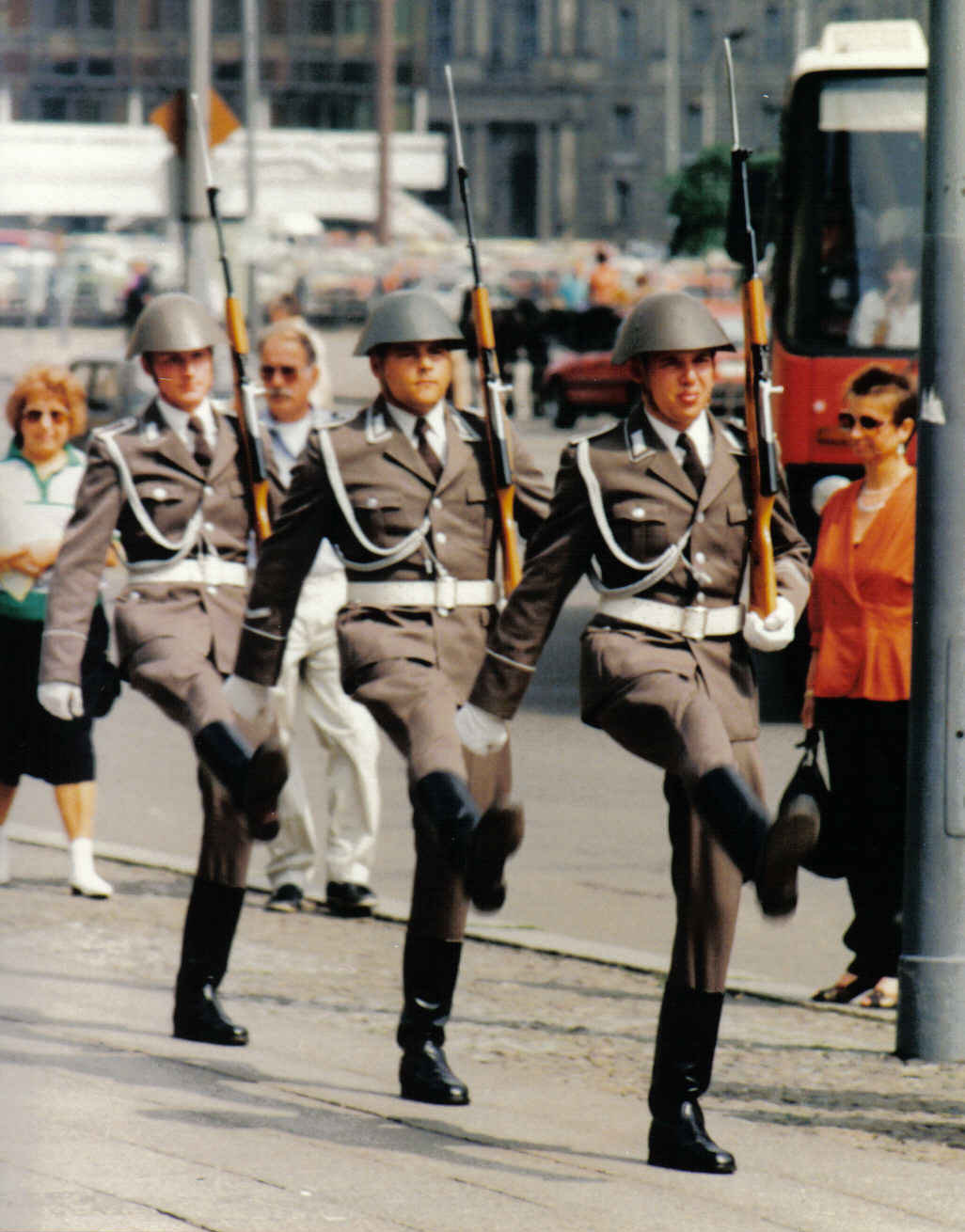
Żołnierze pułku gwardii NVA Friedrich Engels marszują na zmianę straży przy Nowym Odwachu na Unter den Linden w Berlinie, lato 1990

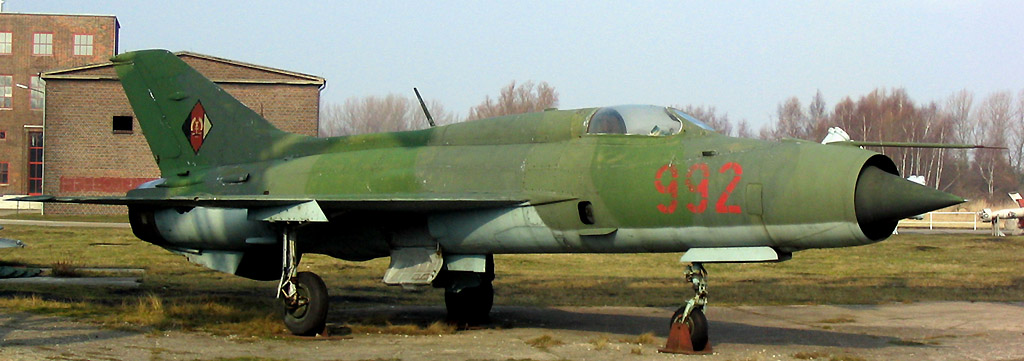
MiG 21 PFM w barwach NVA

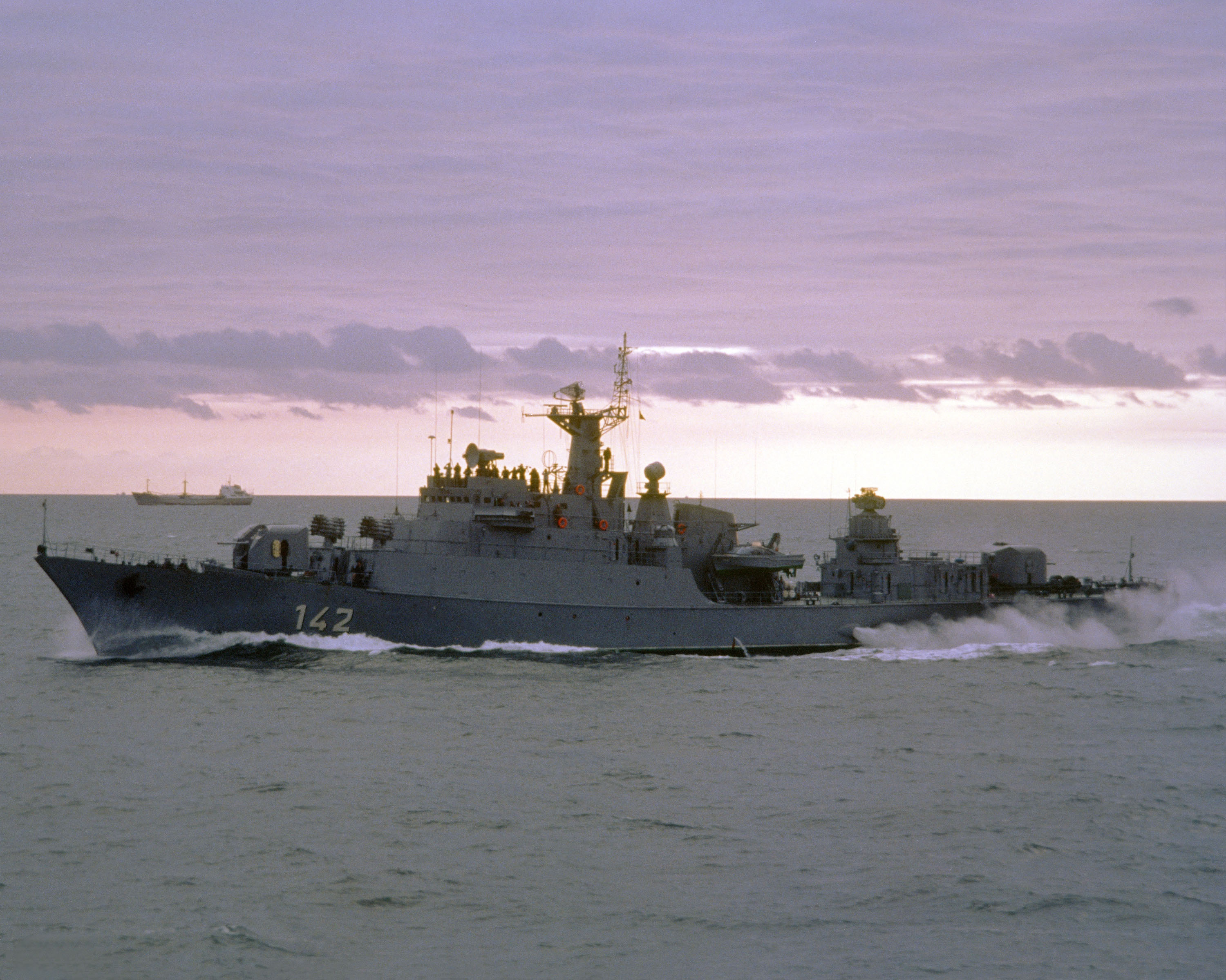
Fregata NVA Berlin w trakcie Baltops'85

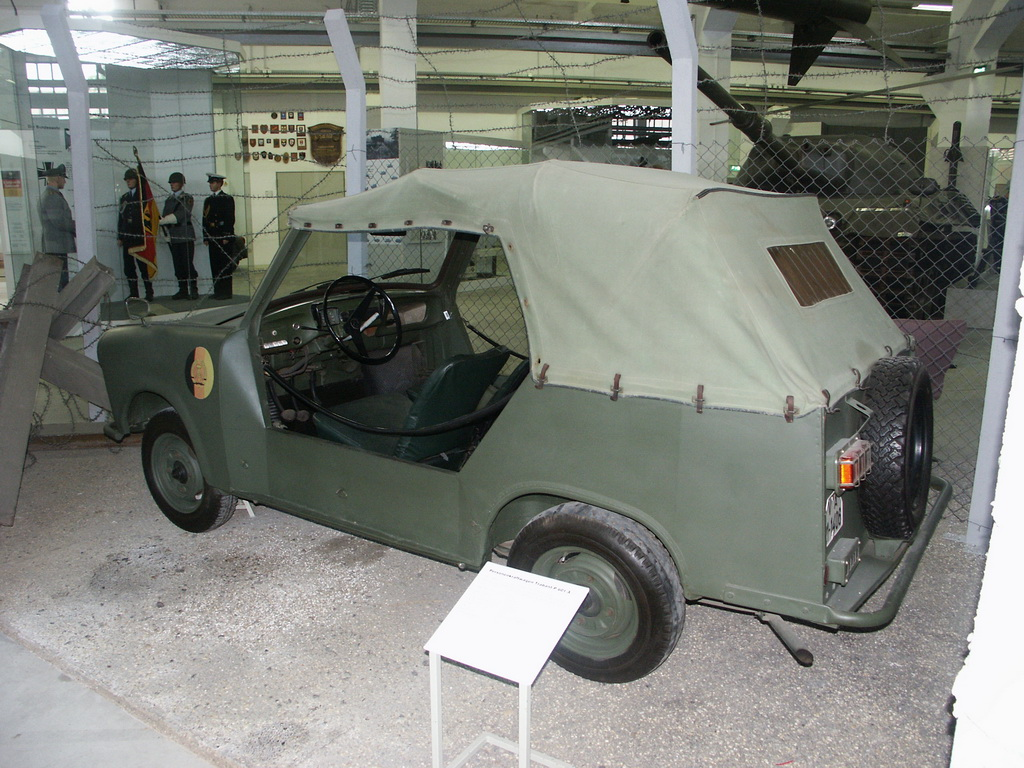
Trabant 601 Kübelwagen w barwach NVA (Muzeum Bundeswehrmuseum Drezno)

Nationale Volksarmee (NVA, pol. Narodowa Armia Ludowa) – siły zbrojne Niemieckiej Republiki Demokratycznej, istniejące od 1 marca 1956 do 2 października 1990.

## Historia
W kilka miesięcy po utworzeniu liczyła 17,5 tys. żołnierzy, z tego 27% byłych członków Wehrmachtu. Z 82 najwyższych stanowisk, 61 było obsadzone przez dawnych oficerów tej formacji. Przez pierwsze lata była formacją ochotniczą. W 1962 r. wprowadzono pobór, co pozwoliło powiększyć jej stan do około 170 tys. żołnierzy.
Po zjednoczeniu Niemiec w 1990 r. NVA została rozwiązana, a jej infrastruktura i uzbrojenie przejęte przez Bundeswehrę. Z jej 36 tys. oficerów i podoficerów przyjęto do Bundeswehry tylko 3,2 tys. (po obniżeniu rangi o jeden stopień), a resztę zwolniono. Całe uzbrojenie NVA, w większości produkcji radzieckiej, zostało również przejęte przez Bundeswehrę, a następnie prawie całe (oprócz małych wyjątków, jak samoloty MiG-29) wycofane ze służby i zezłomowane lub sprzedane za granicę.
Insygnia NVA

Bandera wojenna NRD (Volksmarine)
Emblemat NVA (Landstreitkräfte)
Roundel NVA (Luftstreitkräfte)
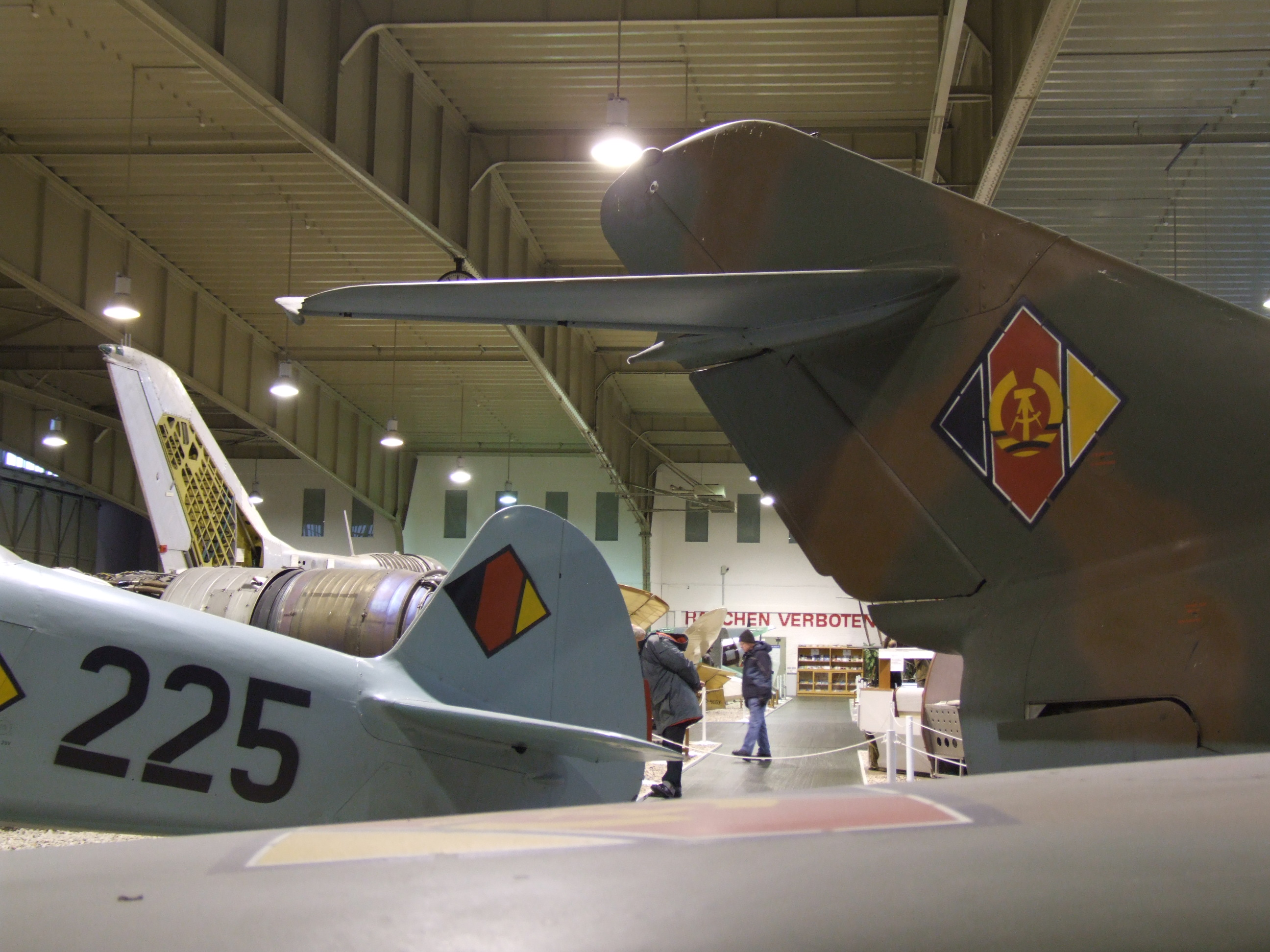
Roundle NVA (Luftstreitkräfte) – po lewej stary (używany do 1973 roku), po prawej używany w latach 1973-1990

## Struktura NVA
- Ministerstwo Obrony Narodowej NRD
- Sztab Główny (Hauptstab) wraz z Wywiadem Wojskowym NAL NRD
- Landstreitkräfte(inne języki) – wojska lądowe, w sile ok. 120 tys. ludzi
- Volksmarine – marynarka wojenna, w sile ok. 16,3 tys. ludzi
- Luftstreitkräfte(inne języki)/Luftverteidigung – siły powietrzne, w sile ok. 39 tys. ludzi
- Grenztruppen der DDR – wojska ochrony granic, w sile ok. 50 tys. ludzi. Część NVA w latach 1961 i 1973, a następnie (przynajmniej oficjalnie) niezależne.

## Wyposażenie
Broń indywidualna:
- PM – pistolet samopowtarzalny
- AK-74\MPi-74 – karabinek automatyczny
- RPD – ręczny karabin maszynowy
- RPK – ręczny karabin maszynowy
- PK – uniwersalny karabin maszynowy
- SWD – samopowtarzalny karabin wyborowy
- RPG-7D – granatnik przeciwpancerny
- RPG-18 – granatnik przeciwpancerny

Pojazdy opancerzone:
- BMP-1 – bojowy wóz piechoty
- BMP-2 – bojowy wóz piechoty
- BRDM-1 – opancerzony transporter rozpoznawczy
- BRDM-2 – opancerzony transporter rozpoznawczy
- MTLB – transporter opancerzony
- BTR-40 – transporter opancerzony
- BTR-50 – transporter opancerzony
- BTR-60 – transporter opancerzony
- BTR-70 – transporter opancerzony
- BTR-152 – transporter opancerzony
- PT-76 – czołg lekki
- T-34 – czołg średni
- T-54 – czołg podstawowy
- T-55 – czołg podstawowy
- T-72 – czołg podstawowy

Łaziki i ciężarówki:
- Sachsenring P240 Repräsentant – kabriolet używany na paradach wojskowych
- UAZ 469 – łazik
- Trabant 601 Kübelwagen – łazik
- IFA G-5 – ciężarówka
- IFA W50 – ciężarówka
- ZIŁ-131 – ciężarówka
- Ural-4320 – ciężarówka

## Mundury
Gdy w latach 50. XX wieku powstała armia Niemieckiej Republiki Demokratycznej, jej mundury wzorowane były na tradycyjnych niemieckich mundurach (feldgrau) z okresu Cesarstwa Niemieckiego, Republiki Weimarskiej i III Rzeszy. Miało to w założeniu podkreślać narodowy charakter NVA. Jednocześnie wojska Republiki Federalnej Niemiec – Bundeswehra – wzorowały się na amerykańskim modelu.

### Stopnie wojskowe w Nationale Volksarmee
| Naramiennik      |                   |               |               |                 |                 |
| Stopień          | Marschall der DDR | Armeegeneral  | Generaloberst | Generalleutnant | Generalmajor    |
| Odpowiednik w WP | marszałek         | generał armii | generał broni | generał dywizji | generał brygady |

| Korpus oficerski NVA | Korpus oficerski NVA | Korpus oficerski NVA | Korpus oficerski NVA | Korpus oficerski NVA | Korpus oficerski NVA | Korpus oficerski NVA | Korpus oficerski NVA |
| -------------------- | -------------------- | -------------------- | -------------------- | -------------------- | -------------------- | -------------------- | -------------------- |
| Naramiennik          |                      |                      |                      |                      |                      |                      |                      |
| Stopień              | Oberst               | Oberstleutnant       | Major                | Hauptmann            | Oberleutnant         | Leutnant             | Unterleutnant        |
| Odpowiednik w WP     | pułkownik            | podpułkownik         | major                | kapitan              | porucznik            | podporucznik         | (brak odpowiednika)  |

| Naramiennik      |                      |                  |                 |          |
| Stopień          | Stabsoberfähnrich    | Stabsfähnrich    | Oberfähnrich    | Fähnrich |
| Odpowiednik w WP | st. chorąży sztabowy | chorąży sztabowy | starszy chorąży | chorąży  |

| Naramiennik      |                   |                  |           |                |               |
| Stopień          | Stabsfeldwebel    | Oberfeldwebel    | Feldwebel | Unterfeldwebel | Unteroffizier |
| Odpowiednik w WP | sierżant sztabowy | starszy sierżant | sierżant  | plutonowy      | kapral        |

| Naramiennik      |                               |                   |           |
| Stopień          | Stabsgefreiter                | Gefreiter         | Soldat    |
| Odpowiednik w WP | Starszy szeregowy specjalista | starszy szeregowy | szeregowy |